# Албеле (Бакау)
Албеле (рум. Albele) насеље је у Румунији у округу Бакау у општини Барсанешти. Oпштина се налази на надморској висини од 299 m.

## Становништво
Према подацима из 2002. године у насељу је живело 741 становника, од којих су сви румунске националности.